# Oliver Hirschbiegel

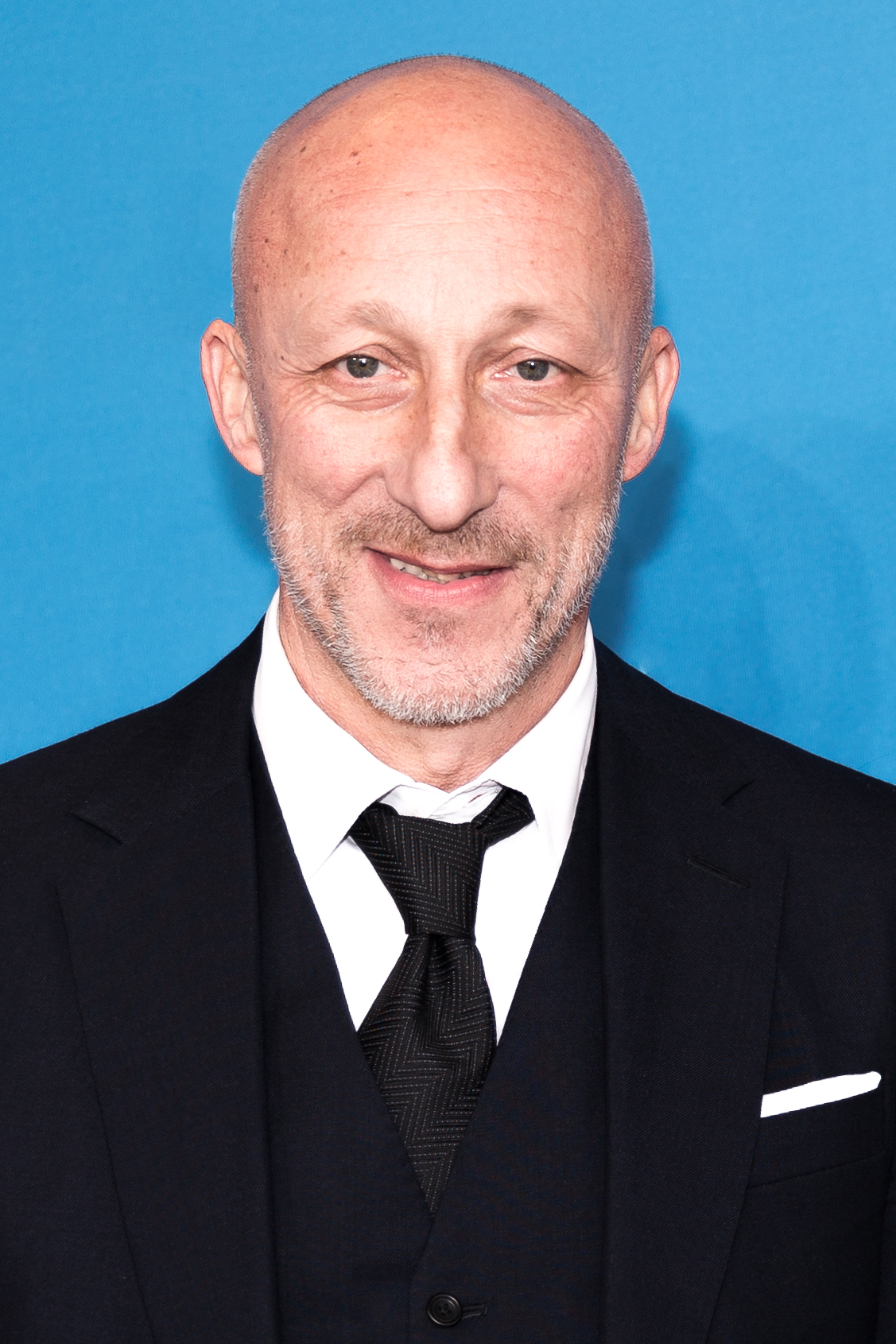
Oliver Hirschbiegel auf der Berlinale 2017

Oliver Hirschbiegel (* 29. Dezember 1957 in Hamburg) ist ein deutscher Regisseur. Zu seinen kommerziell erfolgreichsten Werken gehören u. a. Das Experiment (2001) und Der Untergang (2004).

## Werdegang
Nach dem Besuch einer Waldorfschule entschloss sich Hirschbiegel, als Küchenjunge zur See zu fahren. Bald nahm er jedoch ein Studium an der Hamburger Hochschule für bildende Künste auf und studierte Malerei und Grafik. Später wechselte er ins Studienfach Film über.
Erste Erfolge feierte Hirschbiegel als Performancekünstler mit der Gruppe M.Raskin Stichting Ens., gemeinsam mit Andreas Coerper, Rotraut Pape und Eschi Fiege. Weiterhin war er maßgeblich an der Entwicklung des Videomagazins Infermental beteiligt.
Zum Film kam Hirschbiegel über seinen Freund, den Drehbuchautor Michael Arnal, der ihn als Aufnahmeleiter für die dritte Staffel der Fernsehserie Losberg vermittelte. Hier hat Hirschbiegel einen komischen Auftritt als italienischer Gangster Inglese an der Seite von Ida di Benedetto und Sky du Mont.
Sein erstes Drehbuch, Das Go! Projekt, konnte Hirschbiegel 1986 an das ZDF verkaufen. Er führte hier anschließend auch Regie.
Es folgten in den nächsten Jahren verschiedene Fernsehprojekte. Bemerkenswert ist hier der 1991 ausgestrahlte Thriller Mörderische Entscheidung, welcher in Form zweier Filme die gleiche Geschichte aus der Sicht zweier Personen zeigt, wobei der Zuschauer selbst die Perspektive bestimmen konnte: Beide Versionen wurden parallel in ARD und ZDF ausgestrahlt, ein im deutschen Fernsehen einmaliger Vorgang. Hirschbiegel zeichnete auch für die Tatort-Folgen Tatort: Kinderspiel (1992) und Ostwärts (1994) verantwortlich, ebenso führte er bei insgesamt vierzehn Folgen der Fernsehserie Kommissar Rex Regie.

### Kinofilme
Sein erster Kinofilm war im Jahr 2001 der Psychothriller Das Experiment mit Moritz Bleibtreu. Hierfür wurde er u. a. mit dem Bayerischen Filmpreis ausgezeichnet. 2002 folgte sein Film Mein letzter Film mit Hannelore Elsner in der Hauptrolle. 2004 führte er Regie bei dem von Bernd Eichinger produzierten Projekt Der Untergang. Der Film beschreibt die letzten Tage Adolf Hitlers im Führerbunker in Berlin. Dieser Film ist nicht unumstritten und sorgte weltweit für hitzige Diskussionen. Andererseits erfuhr Hirschbiegel für seine Regiearbeit große Anerkennung. Der Untergang wurde mit mehreren Preisen ausgezeichnet. Dazu gehört eine Nominierung als bester fremdsprachiger Film bei der Oscarverleihung 2005.
Im dem Untergang nachfolgenden Projekt blieb Oliver Hirschbiegel dem Thema Zeit des Nationalsozialismus treu. Im Auftrag des NDR drehte Hirschbiegel den Fernsehfilm Ein ganz gewöhnlicher Jude nach dem gleichnamigen Bühnenstück. Die Hauptrolle spielte Ben Becker.
Hirschbiegels nächster Film Invasion war die bereits vierte Verfilmung des Romans Die Körperfresser kommen. Kinostart in Deutschland war der 18. Oktober 2007. Dieser Film entstand im Gegensatz zu Hirschbiegels früheren Projekten nicht in Deutschland, sondern in den USA. Oliver Hirschbiegel wurde im Verlauf der Produktion als Regisseur abgelöst. Die Wachowskis und James McTeigue wirkten in Folge an der Überarbeitung des Films mit, ohne namentlich im Abspann genannt zu werden. Der Film blieb an den Kinokassen weit hinter den Erwartungen zurück und wurde von der Kritik überwiegend sehr negativ bewertet.
Hirschbiegels in Großbritannien und Irland produzierter Spielfilm Five Minutes of Heaven startete am 17. Juni 2010 in den deutschen Kinos und wurde von nur etwa 4000 Zuschauern gesehen, wurde allerdings in der US-amerikanischen Presse mehrheitlich positiv aufgenommen. 2011 wirkte Hirschbiegel an der vom ZDF koproduzierten Fernsehserie Borgia mit, einer 25 Millionen US-Dollar teuren Produktion über die Familie Borgia mit internationaler Besetzung.
2013 wurde sein Film Diana, ein Biopic über Prinzessin Diana, veröffentlicht. Er stieß international auf vernichtende Kritik und floppte an den Kinokassen.
Auf der Berlinale 2015 hatte sein Film Elser – Er hätte die Welt verändert Premiere.

### Sonstiges
Oliver Hirschbiegel war 2003 eines der Gründungsmitglieder der Deutschen Filmakademie. Im Jahr 2007 war er Jury-Mitglied des 3. Zurich Film Festivals unter dem Vorsitz von US-Produzent Albert S. Ruddy. Hirschbiegel ist Mitglied im Bundesverband Regie (BVR).
Hirschbiegel ist verheiratet und Vater zweier Töchter. Er lebt seit 2012 in London und Hamburg. Sein Bruder Thomas ist Chefreporter bei der Hamburger Morgenpost, sein Bruder Urs arbeitet als Regieassistent und Produzent.

## Filmografie
| Platz | Film          | Bewertung | Bewertungen |
| ----- | ------------- | --------- | ----------- |
| 124   | Der Untergang | 8,2       | 360.991     |

- 1986: Das Go! Projekt (TV)
- 1986: Losberg (TV-Reihe, als Schauspieler)
- 1991: Mörderische Entscheidung – Umschalten erwünscht (TV)
- 1992: Tatort: Kinderspiel (TV-Reihe)
- 1993: Kommissar Rex (TV-Reihe)
- 1994: Tatort: Ostwärts (TV)
- 1996: Trickser (TV)
- 1997: Rex – Die frühen Jahre (TV)
- 1997: Das Urteil (TV)
- 1998: Todfeinde (TV)
- 2001: Das Experiment
- 2002: Mein letzter Film
- 2004: Der Untergang
- 2005: Ein ganz gewöhnlicher Jude
- 2007: Invasion (The Invasion)
- 2009: Five Minutes of Heaven
- 2011: Borgia (Fernsehserie, 4 Folgen)
- 2013: Diana
- 2015: Elser – Er hätte die Welt verändert
- 2017: Der gleiche Himmel
- 2017: 4 Blocks (Fernsehserie, 3 von 7 Folgen der 2. Staffel)
- 2019: Criminal: Deutschland (Fernsehserie von Netflix, 3 Folgen)
- 2021: Tatort: Und immer gewinnt die Nacht
- 2022: Strafe – Der Taucher (Fernsehreihe)
- 2024: Constellation (Miniserie)

## Auszeichnungen
- 1993: Adolf-Grimme-Preis mit Bronze für Tatort: Kinderspiel (zusammen mit Peter Zingler)
- 1998: Adolf-Grimme-Preis und Goldener Löwe für Das Urteil
- 1999: Bayerischer Fernsehpreis für Todfeinde – Die falsche Entscheidung
- 2001: Bayerischer Filmpreis – Beste Regie für Das Experiment
- 2002: Deutscher Filmpreis – Publikumspreis – Deutscher Kinofilm des Jahres für Das Experiment
- 2002: Jupiter – Bester deutscher Regisseur für Das Experiment
- 2004: Bambi – Kinofilm national für Der Untergang
- 2005: Bayerischer Filmpreis – Publikumspreis – Deutscher Kinofilm des Jahres für Der Untergang
- 2005: Bei der Oscar-Verleihung wurde Der Untergang in der Kategorie Bester fremdsprachiger Film nominiert, ging bei der Preisverleihung aber leer aus
- 2009: Regiepreis beim Sundance Film Festival für Five Minutes of Heaven
- 2009: Bambi in der Kategorie Deutsche in Hollywood[12]